# Acrossus haliki
Acrossus haliki är en skalbaggsart som beskrevs av Vladimir Balthasar 1933. Acrossus haliki ingår i släktet Acrossus och familjen Aphodiidae. Inga underarter finns listade i Catalogue of Life.